# Врховине (Витез)
Врховине је насељено место у Босни и Херцеговини у општини Витез. Административно припада Федерацији Босне и Херцеговине, односно њеном Средњобосанском кантону. Према попису становништва из 2013. у насељу је било 499 становника, а већинску популацију у насељу чинили су Бошњаци.  

## Становништво
По последњем службеном попису становништва из 2013. године у насељу Врховине живело је 499 становника, а село је било етнички хомогено са већинском бошњачком популацијом.
| Националност | 2013. | 1991.        | 1981.        | 1971.        | 1961.        |
| Бошњаци      | —     | 443 (99,77%) | 374 (99,73%) | 329 (99,40%) | 243 (97,59%) |
| Хрвати       | —     | 0            | 0            | 1 (0,30%)    | 0            |
| Југословени  | —     | 0            | 0            | 0            | 6 (2,41%)    |
| остали       | —     | 1 (0,22%)    | 1 (0,26%)    | 1 (0,30%)    | 0            |
| Укупно       | 499   | 444          | 375          | 331          | 249          |